# فرانسيس مارتن أودونيل
فرانسيس مارتن أودونيل (بالإنجليزية: Francis Martin O'Donnell)‏ (و. 1954 – م) هو دبلوماسي من جمهورية أيرلندا . ولد في جزيرة أيرلندا .

## التعليم
تعلم في جامعة كلية دبلن

## مناصب وهيئات
أدار الأمم المتحدة.

## جوائز
حصل على جوائز منها:
- Knight Commander with Star of the Order of St. Gregory the Great.